# Часовинка
Часовинка — упразднённое село в Могочинском районе Забайкальского края России. На момент упразднения входило в состав Таптугарского сельского округа. Исключено из учётных данных в 2001 году.

## География
Село находится в южной части района, на левом берегу реки Шилки в месте впадения в неё реки Часовинка, на расстоянии примерно 21 километров (по прямой) к югу от посёлка железнодорожной станции Таптугары.
Климат
Климат характеризуется как резко континентальный, с морозной продолжительной зимой и коротким относительно тёплым летом. Средняя температура самого тёплого месяца (июля) составляет 14 — 18 °C (абсолютный максимум — 37 °С). Средняя температура самого холодного месяца (января) — −28 — −32 °C (абсолютный минимум — −53 °С). Годовое количество осадков — 400—600 мм.

## История
Возникло в конце XX века как пристань на реке Шилка. В 1908—1920-х годах действовала железнодорожная линия соединявшая пристань со станцией Таптугары.